# Habib Mougou
Habib Mougou (arabe : الحبيب موقو), né le 1er janvier 1927 à Sousse et mort le 17 septembre 2008, est un joueur et entraîneur de football tunisien.
Meilleur buteur de l'histoire de l'Étoile sportive du Sahel avec plus de 190 buts en championnat, il était surnommé « tête d'or ».
Mohamed Kilani le décrit comme « un chasseur de ballons qui démarre à temps, affectionne le timing et recherche constamment le contre-pied. Ses tirs en course faisaient fureur ainsi que ses headings dont il avait seul le secret ».

## Parcours
Il rejoint les rangs de l'Étoile sportive du Sahel en 1942, période au cours de laquelle les compétitions se limitent aux critériums et tournois amicaux à cause de la Seconde Guerre mondiale. Coopté directement en seniors, « il doit sa première titularisation au forfait forcé de Sadok Essoussi bloqué à Kairouan, faute de moyens de locomotion, dans le cadre de la coupe M'hammed Maârouf. Ce jour-là, il marqua un doublé contre l'Espérance sportive de Tunis et permet à son équipe de gagner par 2-1 » selon Mohamed Kilani.
Encadré par le premier entraîneur tunisien diplômé, Mohamed Boudhina, et par Rachid Sehili, sa carrière se poursuit au sein de son club jusqu'en 1961, année de sa dissolution. Il rejoint alors les rangs d'El Makarem de Mahdia mais il dispute à peine sept ou huit matchs puis décide d'arrêter sa carrière.
La réhabilitation de son club, l'année suivante, l'amène à reprendre la compétition. En trois matchs, il marque deux buts mais, à l'âge de 36 ans, il juge qu'il vaut mieux céder la place aux jeunes. Il met donc son expérience au service des clubs de la région et entraîne l'Étoile sportive du Sahel en 1958-1959 et 1959-1960 puis de nouveau en remplacement de Turay[Qui ?] en 1968, sans compter les catégories des juniors.
Il entraîne également la STIA Sousse en 1976-1977 et le Stade soussien en 1977-1978.

## Buts marqués
La liste ci-dessous regroupe les buts recensés à partir de la réorganisation des compétitions en 1946-1947.
| Saison  | Buts marqués en championnat                   | Buts marqués en coupe |
| ------- | --------------------------------------------- | --------------------- |
| 1946-47 | 13                                            | 0                     |
| 1947-48 | 11                                            | 2                     |
| 1948-49 | 10                                            | 4                     |
| 1949-50 | 20 (meilleur buteur)                          | 5                     |
| 1950-51 | 5                                             | 0                     |
| 1951-52 | 9 (10 matchs avant l'arrêt de la compétition) | 1                     |
| 1953-54 | 11                                            | 5                     |
| 1954-55 | 12                                            | 5                     |
| 1955-56 | 25 (meilleur buteur)                          | 5                     |
| 1956-57 | 16                                            | 4                     |
| 1957-58 | 28 (co-meilleur buteur)                       | 3                     |
| 1958-59 | 14                                            | 6                     |
| 1959-60 | 5                                             | 2                     |
| 1960-61 | 9                                             | 5                     |
| 1962-63 | 2                                             | 0                     |
| Total   | 190                                           | 42                    |

## Sélections
Il dispute huit rencontres internationales, toutes jouées avant l'indépendance.

## Sources
- Mohamed Kilani, « Habib Mougou, tête d'or », dans Guide-Foot 2001-2002, Tunis, Imprimerie des Champs-Élysées, 2001.